# Hiroki Fujiharu
Hiroki Fujiharu (jap. 藤春 廣輝, Fujiharu Hiroki; * 28. November 1988 in Higashiōsaka, Präfektur Osaka) ist ein japanischer Fußballspieler.

## Karriere

### Verein
Fujiharu begann mit dem Fußball während seiner Grundschulzeit beim Verein Kusaka SS, spielte dann während der Mittelschule bei Exe’90 FC und im Anschluss in der Mannschaft der von der Tōkai-Universität betriebenen Gyōsei-Oberschule. Nach seinem Schulabschluss studierte er an der Sporthochschule Osaka und spielte ebenfalls für diese. Schließlich wurde er vom Erstligisten Gamba Osaka verpflichtet und hatte für diesen am 15. Mai 2011 sein J.League-Debüt.

### Nationalmannschaft
2015 debütierte Fujiharu für die japanische Fußballnationalmannschaft. Mit der japanischen Nationalmannschaft qualifizierte er sich für die Fußball-Ostasienmeisterschaft 2015.

## Erfolge
Gamba Osaka
- Japanischer Meister 2014
- Kaiserpokal: 2014, 2015
- J. League Cup 2014
- J2 League: 2013
- Supercup: 2015